# Pandanus petrosus
Pandanus petrosus är en enhjärtbladig växtart som beskrevs av Ugolino Martelli. Pandanus petrosus ingår i släktet Pandanus och familjen Pandanaceae.
Artens utbredningsområde är Madagaskar. Inga underarter finns listade.